# Li Runming
Li Runming (李润铭S, Lǐ RùnmíngP; Yantai, 1º marzo 1990) è un pallavolista cinese.
Gioca nel ruolo di palleggiatore nello Shandong Nanzi Paiqiu Dui.

## Carriera
La carriera di Li Runming inizia nella stagione 2006-07, quando debutta in Chinese Volleyball League con lo Shandong Nanzi Paiqiu Dui; nell'estate del 2007 viene convocato nella selezione cinese under 19, aggiudicandosi la medaglia d'argento al campionato mondiale, mentre un anno dopo debutta in nazionale maggiore appena diciottenne, vincendo la medaglia di bronzo alla Coppa asiatica 2008.
Nel campionato 2009-10 col suo club si classifica al quarto posto in campionato, ripetendosi peraltro nel campionato seguente; nel 2010 diventa titolare nazionale, aggiudicandosi la medaglia d'argento alla Coppa asiatica, mentre negli anni successivi vince un altro argento al campionato asiatico e oceaniano 2011 e un bronzo nell'edizione successiva.
Nella stagione 2013-14 aiuta lo Shandong a classificarsi per la prima volta al terzo posto in campionato, venendo premiato come miglior palleggiatore, mentre nella stagione seguente migliora ulteriormente, raggiungendo la finale scudetto e ripetendosi come miglior giocatore nel suo ruolo; ha inoltre una breve esperienza in prestito al Beijing Qiche Nanzi Paiqiu Julebu, in occasione del campionato asiatico per club 2014, dove viene anche premiato come miglior palleggiatore, mentre con la nazionale vince il bronzo al campionato asiatico e oceaniano 2015. Nel campionato 2015-16 si classifica nuovamente al terzo posto in campionato, ricevendo ancora una volta il premio di miglior palleggiatore del torneo.

## Palmarès

### Nazionale (competizioni minori)
- Campionato mondiale under 19 2007
- Coppa asiatica 2008
- Coppa asiatica 2010

### Premi individuali
- 2014 - Volleyball League A: Miglior palleggiatore
- 2014 - Campionato asiatico per club: Miglior palleggiatore
- 2015 - Volleyball League A: Miglior palleggiatore
- 2016 - Volleyball League A: Miglior palleggiatore